# Протогреческий язык

Ареал протогреческого языка

Протогре́ческий язы́к — древнейшая стадия развития греческого языка, из которой впоследствии развились диалекты древнегреческого языка, микенский язык, древнемакедонский язык, а впоследствии — через стадию древнегреческого — койне, среднегреческий и современный греческий язык.
На протогреческом языке говорили ранние греческие племена в конце третьего тысячелетия до н. э., скорее всего на территории северных и центральных Балкан. Единство протогреческого распалось, когда те греческие племена, которые говорили на предмикенской форме протогреческого языка, вторглись на территорию Греции между XXI и XVII веками до н. э. В результате эти племена отделились от дорийцев, которые вторглись сюда тысячелетием позже (дорийское вторжение конца второго тысячелетия до н. э.), и диалект которых в некоторых отношениях сохранил архаичные черты.
Развитие протогреческого языка должно рассматриваться в контексте раннего палеобалканского языкового союза, в рамках которого трудно провести точные границы между отдельными языками. 

## Фонетические изменения
Главные фонетические изменения при формировании протогреческого из праиндоевропейского:
- Дебуккализация: переход /s/ > /h/ между гласными и в начале слова перед гласной (например, ПИЕ   *septḿ̥ «семь» > др.-греч.  ἑπτά [heptá]).
- Оглушение звонких придыхательных: bh, dh, gh > ph, th, kh (на письме в древнегреческом — φ, θ, χ): *bholjom > φύλλον «лист».
- Фортиция (усиление) начального y- до dy- (позже > ζ-): *yugóm > ζυγόν «иго» («ярмо»)
- Палатализация согласных перед -y-. В результате образовались различные аффрикаты и палатальные согласные, которые позже упростились и по большей части потеряли палатальность. Пример: *bholjom > φύλλον «лист».
- Диссимиляция придыхательных (закон Грассмана; возможно, в пост-микенский период) — потеря придыхания, если в следующем слоге был придыхательный.
- Вокализация ларингалов (h₁, h₂, h₃).
  - Между гласными и в начале слова перед согласными: h₁ > /e/, h₂ > /a/, h₃ > /o/.
  - То же в сочетании CRHC, но с удлинением (C — согласный, R — сонорный, H — ларингал): CRh₁C > CRēC, CRh₂C > CRāC, CRh₃C > CRōC.
  - Переход CRHV > CaRV (V — гласный).
- Закон Коугилла — переход o > u (позже > υ) между сонорным (/r/, /l/, /m/, /n/) и губным (включая лабиовелярные): *bholjom > φύλλον «лист».
- Отпадение конечных взрывных; конечный /m/ > /n/: *bholjom > φύλλον «лист». Переход конечного /m/ > /n/ наблюдается во всех индоевропейских языках, кроме италийских и индоиранских.
- Утрата слоговых сонантов:
  - /m̥/ /n̥/ перешли в /am/, /an/ либо в /a/
  - /r̥/ /l̥/ дали /ra/, /la/, либо /ar/, /al/

### Палатализация
Возможный сценарий эволюции сочетаний согласный+y, по Sihler, 1995 (V — гласный, H — ларингал).
| Праиндоевропейский         | Ранний прагреческий                       | Поздний прагреческий                      | Протогреческий                                             | Древнегреческий                 |
| -------------------------- | ----------------------------------------- | ----------------------------------------- | ---------------------------------------------------------- | ------------------------------- |
| -py-, -bhy-                | -py-, -phy- (с оглушением придыхательных) | -py-, -phy- (с оглушением придыхательных) | -pč-                                                       | -pt-                            |
| -ty-, -dhy-                | -tˢ- (с оглушением придыхательных)        | -tˢy- (y восстановилось)                  | -čč-                                                       | ‑ss-, ‑tt-                      |
| -ḱy-, -ky-, -kʷy-          | -ky-, -kʷy-                               | -ky- (делабиализация)                     | -čč-                                                       | ‑ss-, ‑tt-                      |
| -ǵhy-, -ghy-, -gʷhy-       | -khy-, -kʷhy- (оглушение придыхательных)  | -khy- (делабиализация)                    | -čč-                                                       | ‑ss-, ‑tt-                      |
| -dy-                       | -dᶻ- (?)                                  | -dᶻy- (? восстановилось)                  | -ǰǰ-                                                       | ‑zd-                            |
| -ǵy-, -gy-, -gʷy-          | -gy-, -gʷy-                               | -gy- (делабиализация)                     | -ǰǰ-                                                       | ‑zd-                            |
| -ly-                       | -ly-                                      | -ly-                                      | -ľľ-                                                       | ‑ll-                            |
| -l̥y-                       | -l̥y-                                      | -aly- (утрата слоговых сонантов)          | -aľľ-                                                      | ‑all-                           |
| -Vny-, -Vmy-, -H̥ny-, -H̥my- | -Vny-, -Vmy- (с вокализацией ларингалов)  | -Vny-                                     | -Vňň-                                                      | ‑ain-, ‑ein-, ‑īn-, -oin-, ‑ūn- |
| -m̥y- -n̥y-                  | -amy- -any- (утрата слоговых сонантов)    | -any-                                     | -aňň-                                                      | ‑ain-                           |
| -Vry-                      | -Vry-                                     | -Vry-                                     | -Vřř-                                                      | ‑air-, ‑eir-, ‑īr-, ‑oir-, ‑ūr- |
| -r̥y-                       | -r̥y                                       | -ary- (утрата слоговых сонантов)          | -ařř-                                                      | ‑air-                           |
| -Vsy-                      | -Vsy-                                     | -Vhy- (дебуккализация)                    | -Vyy-                                                      | -ai‑, -ei-, -oi-, -ui-          |
| -Vwy-                      | -Vwy-                                     | -Vwy-                                     | -Vẅẅ- /Vɥɥ/ (лабио-палатализация) > -Vyy- (делабиализация) | -ai‑, -ei-, -oi-, -ui-          |

## Вопросы родства
Дискуссионным остаётся вопрос о соотношении протогреческого языка с древнемакедонским; обычно их объединяют в греческую группу языков. 
Существуют три основные гипотезы относительно того, какой язык наиболее близок к греческим языкам в рамках индоевропейской семьи: см. греко-армянская гипотеза, греко-фригийская гипотеза, греко-арийская гипотеза. В греческом языке, как и в армянском, индоевропейские ларингалы в начале слова представлены протетическими гласными. Ряд общих черт армянского (сатемного) и греческого (кентумного) языков проливает свет на парафилетические свойства изоглоссы кентум-сатем. Греческий, армянский и индоиранский языки иногда объединяются в одну ареальную группу индоевропейских диалектов, тогда как сходство греческого с фригийским языком наиболее очевидно и может иметь генетическую природу.

## Субстрат
Существуют расхождения между исследователями о структуре догреческого субстрата и протогреческом языке. Согласно гипотезе Л. А. Гиндина и В. П. Нерознака, к палеобалканским индоевропейским языкам также относился реконструируемый ими «пеласгский» субстрат балканской лексики. Но сам термин «пеласги» спорен.
Гиндин выделяет два пласта в догреческом субстрате – анатолийский и фрако-пеласгский. Ю. В. Откупщиков опровергает такой подход, указывая, что общая топонимика Греции и Малой Азии не связана с лувийцами, а относится к карийцам. Как считается, карийский язык тесно связан с ликийским.
Откупщиков сформулировал концепцию этнической принадлежности догреческого субстрата. Согласно ему этот субстрат включал индоевропейские и палеобалканские языки – фракийский, фригийский, карийский и древнемакедонский. Но наиболее близок к древнегреческому был фригийский.